# Katholieke kikker
De katholieke kikker (Notaden bennettii) is een kikker uit de familie Limnodynastidae.
De soort werd voor het eerst wetenschappelijk beschreven door Albert Carl Lewis Gotthilf Günther in 1873. De soortaanduiding bennettii is een eerbetoon aan de van oorsprong Britse natuuronderzoeker George Bennett (1804 - 1893), die leefde en werkte in Australië.

## Uiterlijke kenmerken
De huid van deze bolle kikker is bruin tot dof geelgroen. Op de rug draagt het dier een donker en door wratten bedekte vlek die op een kruis lijkt, hieraan is de naam te danken. Op de flanken bevinden zich witte puntjes. De korte, dikke poten zijn wit met zwarte vlekken. De lichaamslengte bedraagt 4 tot 7 centimeter.

## Leefwijze
Het voedsel van deze hoofdzakelijk terrestrische kikker bestaat uit mieren en termieten. Bij droogte kruipt hij onder de grond en zodra het begint te regenen, komt hij weer tevoorschijn om te eten en te paren. Als hij wordt aangevallen en vastgepakt, scheidt het dier een kleverige stof af.

## Verspreiding en habitat
Deze soort komt endemisch voor in oostelijk Australië. De kikker is te vinden bij grotere rivieren.